# ابتسام عزاوي
ابتسام عزاوي هي مهندسة وسياسية ونائبة برلمانية مغربية وُلدت في 13 أبريل عام 1987 في مدينة الرباط في المغرب.

## الدراسة
تخرجت ابتسام عزاوي من المدرسة الحسنية للأشغال العمومية، ثُم التحقت بالدراسة في المدرسة المركزية في باريس.

## مسيرتها المهنية
أنتخبت ابتسام عزاوي كعضو في البرلمان المغربي في الانتخابات التشريعية المغربية لعام 2016 وحتى عام 2021 عن الدائرة الانتخابية الوطنية الجزء الثاني المخصص للشباب من الجنسين كممثلة لحزب الأصالة والمعاصرة، وضمن الكتلة البرلمانية لنفس الحزب، وكانت عضو في لجنة الشؤون الخارجية والدفاع الوطني والشؤون الإسلامية في البرلمان المغربي. أصبحت ابتسام عزاوي اعتبارًا من عام 2021 عضو في المجلس البلدي لمدينة الرباط ومجلس حي أكدال الرياض. أعلنت ابتسام عزاوي في عام 2021 عن تجميد عضويتها في حزب الأصالة والمعاصرة.

## الأنشطة
شاركت ابتسام عزاوي كممثلة للمملكة المغربية في فعاليات برنامج الزوار الدولي للقيادة، والذي أقيم في الولايات المتحدة الأمريكية في عام 2022.